# Torre Ghajn Hadid
Torre Ghajn Hadid (en maltés: Torri ta' Għajn Ħadid), originalmente conocida como Torre di Salomone y conocida por los lugareños como Torre Xaghra (en maltés: It-Torri tax-Xagħra), es una torre de vigilancia en ruinas ubicada en Selmun, en los límites de Mellieħa, Malta. Fue construido en 1658 como la primera de las torres de Redín. La torre ha estado en ruinas desde que su piso superior se derrumbó en un terremoto en 1856. 

## Historia

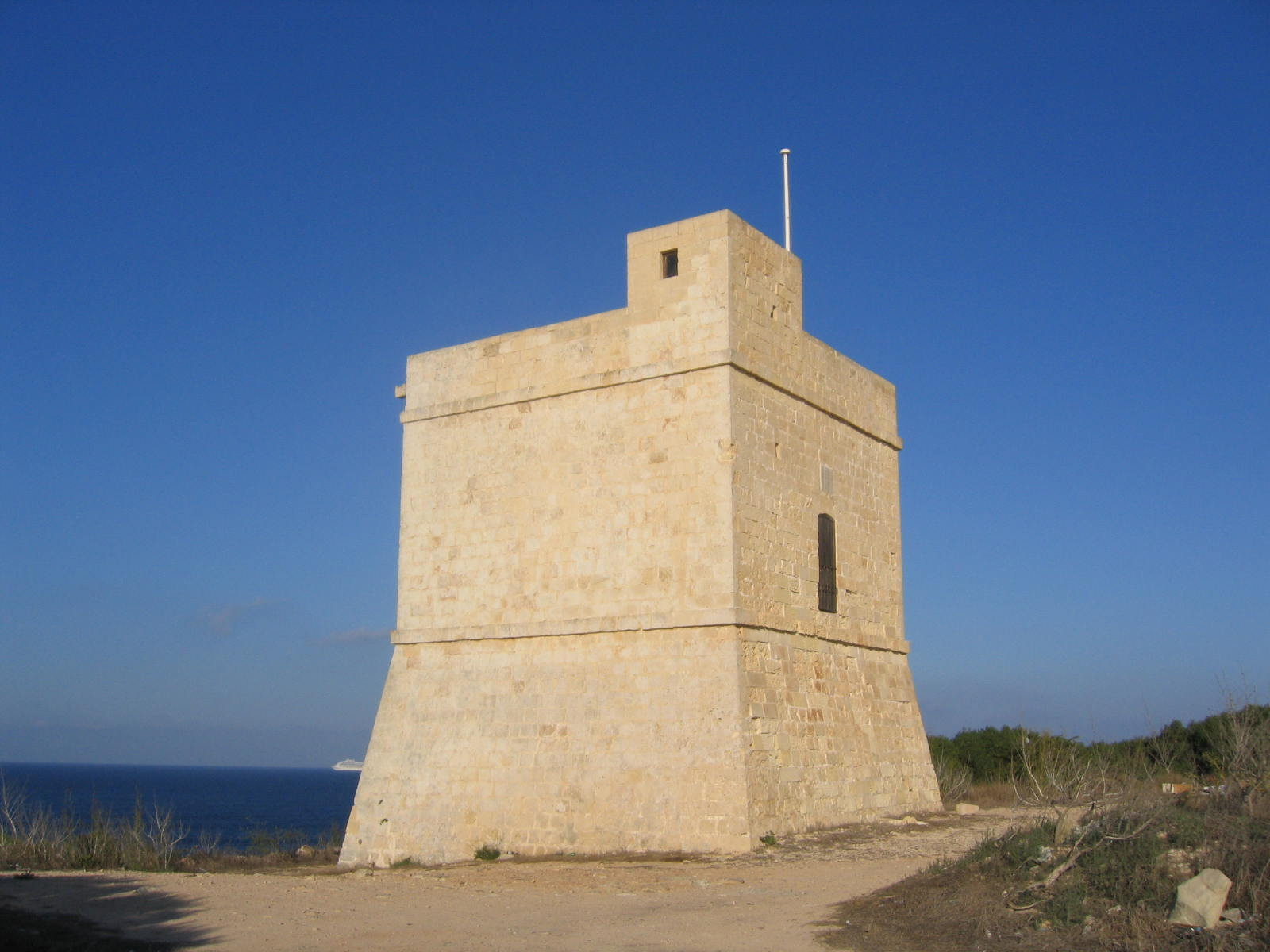
Vista de la Torre Ghallis, que muestra cómo era la Torre Għajn Ħadid antes de su colapso

La torre Ghajn Hadid fue la primera de las torres de Redin que se construyó, y se construyó entre marzo y mayo de 1658. El costo total de construcción fue de 529 scudi, 2 tari y 8 uqija. Fue construido sobre un acantilado con vistas a la bahía de Mġiebaħ, con vistas a l-Aħrax tal-Mellieħa, Comino, Gozo, St. Paul's Bay y Baħar iċ-Ċagħaq. 
El diseño de la torre se basó en la Torre Sciuta, que se había construido en 1638 en Wied iż-Żurrieq. Tenía una planta cuadrado con dos pisos y una torreta en el techo, con la entrada como una puerta ubicada en el primer piso, a la que solo se podía acceder por una escalera retráctil. El diseño continuó siendo reutilizado en todas las demás torres de Redín en Malta. 
Según un informe de 1743, en el que todas las torres litorales fueron inspeccionadas por temor a una plaga, la torre estaba armada con dos cañones de bronce, ruedas y munición, dieciocho balas de cañón, unos quince rótolos de pólvora, cuatro mosquetes y unos doce rótolos de bolas de mosquete. Estaba manejado por seis personas. 
En el área alrededor de la torre existen varios campos con paredes de escombros que se utilizaron para cultivar y albergar animales. También se encuentra un pozo excavado en roca sólida a un par de metros de la torre. Los campos y el pozo probablemente fueron utilizados por la milicia estacionada en la torre ya que la torre estaba en una ubicación remota y era difícil de aprovisionar. La torre era, por lo tanto, autosuficiente. Una pequeña sala defendible perforada por saeteras de mosquetería se encuentra cerca, pero no se sabe si es anterior a la torre o si se construyó después de ella. Los restos de una pequeña sala de vigilancia también se pueden ver en la zona. Todas estas características son exclusivas de la Torre Ghajn Hadid.

## Colapso

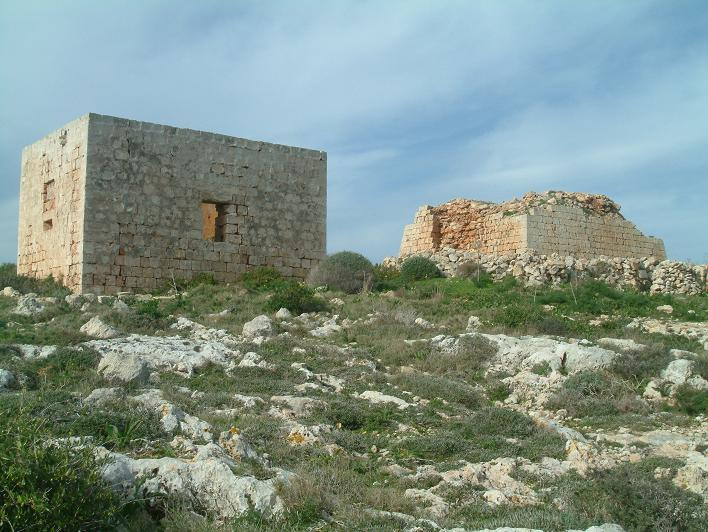
La torre en ruinas y la sala defendible cercana

La torre Ghajn Hadid sufrió graves daños en un terremoto el 12 de octubre de 1856, cuando su piso superior se derrumbó. La mayoría de las piedras fueron removidas para ser utilizadas en otros edificios, pero parte de la base escarpada aún existe. La sala defendible cerca de la torre sobrevivió al terremoto, y todavía existe hoy. A pesar del colapso de la torre, sus ruinas siguen siendo importantes, ya que muestran claramente elementos de la arquitectura de la torre que normalmente no son visibles en las torres aún en pie. Como las otras torres de Redín son casi idénticas, se puede encontrar más información sobre su construcción estudiando la Torre Ghajn Hadid.
La placa conmemorativa que originalmente estaba en la torre se exhibe públicamente en un jardín en la plaza Tas-Salib en Mellieħa. El cañón de 6 libras de la torre fue recuperado en 1975 por la Sociedad Histórica de Mellieħa, y ahora se muestra junto con la placa en el mismo jardín.
En la placa está escrito: 

FR. D. MARTINVS DE REDIN MAGNO S. R. H. MAGISTRO
SEXTAM SPEULAM. PRO GARINARVM. AC INCOLARVM TUTIORI
STATIONE, ERIGENTI, MELITEN S. POPVLVS PRINCIPI SVO CLEMENT
PRO. VT IN CORDE. SIC IN L…RIDE GRATES
DEBITAS REDDEBAT AN. 1658.